# Boostedt
Boostedt là một đô thị ở huyện Segeberg, bang Schleswig-Holstein, Đức. Đô thị Boostedt có diện tích 2711 km², dân số thời điểm ngày 31 tháng 12 năm 2006 là 4566 người. Đô thị này có cự ly khoảng 50 km về phía bắc của Hamburg, và 7 km về phía nam Neumünster.